# Stefan Kraft
Pour les articles homonymes, voir Kraft.
Stefan Kraft, né le 13 mai 1993 à Schwarzach im Pongau, dans le Land de Salzbourg, est un sauteur à ski autrichien actif depuis 2005. Il remporte la Tournée des quatre tremplins en 2015, puis en 2017, les deux titres mondiaux individuels et la Coupe du monde, qu'il regagne en 2020. En 2021, il remporte son troisième titre mondial individuel.
Il est le détenteur du record de podiums en carrière : 126.

Il est l'ancien détenteur du record du monde de vol à ski.

## Carrière
Membre du club SV Schwarzach, il saute à ses premières compétitions internationales en 2008, où il remporte un concours junior à Bois d'Amont. Il est engagé lors des saisons suivantes dans la Coupe FIS et la Coupe OPA, où il monte sur son premier podium en mars 2010 à Chaux-Neuve et termine deuxième du classement général en 2011. En 2011, il gagne sa première manche de Coupe continentale à Brotterode.
La même année, il est vice-champion du monde junior en individuel et champion du monde junior par équipes à Otepää.
En janvier 2012, il prend part à sa première manche de Coupe du monde à Bischofshofen. Il obtient ensuite une médaille de bronze par équipes aux Championnats du monde junior à Erzurum.
Pour entamer la saison 2012-2013, il remporte trois concours de Coupe continentale consécutivement. Il est alors sélectionné pour la Tournée des quatre tremplins et donc la Coupe du monde, se classant 23e à Innsbruck. Juste après, il monte sur premier podium en Coupe du monde dès sa troisième manche dans l'élite, le 6 janvier 2013 à Bischofshofen en Autriche. Le 29 décembre 2014, il remporte son premier concours à Oberstdorf, épreuve d'ouverture de la Tournée des 4 tremplins. Le 6 janvier, après une troisième place au concours de Bischofshofen, il remporte la Tournée des quatre tremplins 2014-2015 devant son compatriote Michael Hayböck. Deux semaines plus tard, en remportant la manche de Wisła il s'empare de la tête du classement général devant Hayböck. Il remporte ensuite deux médailles aux Championnats du monde de Falun, le bronze au petit tremplin et l'argent par équipes au grand tremplin.
Lors de la saison 2015-2016, il remporte un seul concours, à Zakopane, mais gagne deux médailles de bronze aux Mondiaux de vol à ski à Tauplitz, en individuel et par équipes.
En 2016-2017, sa série victorieuse commence à la Tournée des quatre tremplins dont il remporte la manche d'Oberstdorf et devancé par son rival Kamil Stoch au général. Il domine ensuite les mois de février et mars où il recolte sept succès en Coupe du monde dont quatre en vol à ski (Oberstdorf et Planica), mais surtout triomphe aux Mondiaux de Lahti où il gagne l'or sur les deux concours individuels, battant Andreas Wellinger à chaque fois ainsi que une médaille d'argent et une de bronze par équipes. Il remporte finalement la Coupe du monde pour la première fois en fin de saison.
En mars 2017, à Vikersund, il bat le record du monde de vol à ski, atterrissant à 253,5 mètres, confirmant son aptitude sur les plus grands tremplins.
En 2018, il prend aux Jeux olympiques de Pyeongchang, mais n'y ramène aucune médaille, terminant hors du top dix en individuel et quatrième en épreuve par équipes. La victoire lui échappe en Coupe du monde et il recule au quatrième rang du classement général.
Aux Championnats du monde 2019 à Seefeld, devant le public autrichien, il est performant, remportant la médaille de bronze au petit tremplin individuel et deux médailles d'argent par équipes masculines et mixtes. Dans la Coupe du monde 2018-2019, il renoue avec la victoire à Zakopane, réalise le doublé à Sapporo et s'impose à Lillehammer. Il doit composer avec la domination de Ryoyu Kobayashi qui le bat de plus de 700 points au classement général, Kraft terminant deuxième.
En fin d'année 2019, il commence la nouvelle saison de manière victorieuse avec ses coéquipiers à Wisła et fait de même individuellement deux semaines plus tard à Nijni Taguil.  Après deux deuxièmes places, il est en relatif échec sur la Tournée des quatre tremplins, pour aucun podium et une cinquième place finale. Il retrouve le top trois directement après à Val di Fiemme et établit une série de cinq deuxièmes places, avant de pouvoir à nouveau triompher au grand tremplin de Sapporo. En spécialiste, il s'impose devant son public au tremplin de vol à ski de Kulm, 0,7 point devant Ryōyū Kobayashi. Fin février, il est encore deux fois premier à Rasnov et Lahti, avant de soulever son deuxième gros globe de cristal de vainqueur de la Coupe du monde, devant Karl Geiger et Kobayashi, à l'issue de la saison, malgré des résultats inférieurs sur le Raw Air.
Pour entamer l'hiver 2020-2021, il est décevant 32e à Wisła, malgré un succès par équipes, dont il est un important contributeur, avant de connaître des problèmes de santé : maux de dos et infection à la Covid-19, ce qui le fait louper les Championnats du monde de vol à ski. Sur son retour à la Tournée des quatre tremplins, il revient vers le haut du tableau, avec notamment une sixième place à Oberstdorf. Le 10 janvier 2021, il retrouve le goût du podium à Titisee-Neustadt, avant d'attendre les Championnats du monde à Oberstdorf pour être à l'apogée de sa forme cet hiver, remportant une médaille de bronze par équipes mixtes avec Michael Hayböck, Marita Kramer et Daniela Iraschko-Stolz, puis la médaille d'or sur la compétition individuelle en grand tremplin, où il s'impose 4,4 points devant Robert Johansson et Karl Geiger, sous des intenses conditions neigeuses. Il clôt ces championnats par une médaille d'argent à l'épreuve par équipes masculines avec Philipp Aschenwald, Jan Hörl et Daniel Huber.

## Palmarès

### Jeux olympiques
| Épreuve / Édition   | Individuel     | Individuel     | Par équipes Grand tremplin     | Mixte Petit tremplin             |
| Épreuve / Édition   | Petit tremplin | Grand tremplin | Par équipes Grand tremplin     | Mixte Petit tremplin             |
| JO 2018 Pyeongchang | 13e            | 18e            | 4e                             | Épreuve inexistante à cette date |
| JO 2022 Pékin       | 10e            | 13e            | Médaille d'or, Jeux olympiques | 5e                               |

Légende :
- : première place, médaille d'or
- : deuxième place, médaille d'argent
- : troisième place, médaille de bronze
- — : Stefan Kraft n'a pas participé à cette épreuve

### Championnats du monde
| Épreuve / Édition           | Individuel     | Individuel     | Par équipes    | Par équipes                      |
| Épreuve / Édition           | Petit tremplin | Grand tremplin | Grand tremplin | Mixte                            |
| Mondiaux 2013 Val di Fiemme | 33e            | 23e            | —              | Épreuve inexistante à cette date |
| Mondiaux 2015 Falun         | Bronze         | 5e             | Argent         | 4e                               |
| Mondiaux 2017 Lahti         | Or             | Or             | Bronze         | Argent                           |
| Mondiaux 2019 Seefeld       | Bronze         | 6e             | Argent         | Argent                           |
| Mondiaux 2021 Oberstdorf    | 10e            | Or             | Argent         | Bronze                           |
| Mondiaux 2023 Planica       | 4e             | 6e             | Bronze         | 4e                               |
| Mondiaux 2025 Trondheim     | 6e             | 12e            | Argent         | Bronze                           |

Légende :
- : première place, médaille d'or
- : deuxième place, médaille d'argent
- : troisième place, médaille de bronze
- — : Stefan Kraft n'a pas participé à cette épreuve

### Championnats du monde de vol à ski
| Épreuve / Édition | Épreuve / Édition | Harrachov 2014 | Kulm 2016 | Oberstdorf 2018 | Vikersund 2022 | Tauplitz 2024 |
| Individuel        | Individuel        | 11e            | Bronze    | 4e              | Bronze         | Or            |
| Par équipes       | Par équipes       | -              | Bronze    | 5e              | 4e             | Argent        |

### Coupe du monde
- 3 gros globes de cristal en 2017, 2020 et 2024.
- 3 petits globes de cristal :
  - Vainqueur du classement de Vol à Ski 2017, 2020 et 2023.
- Vainqueur de la Tournée des quatre tremplins 2014-2015.
- 126 podiums individuels dont 45 victoires, 37 deuxièmes places et 44 troisièmes places.
- 38 podiums par équipes, dont 15 victoires.
- 4 podiums en Super Team : 1 victoire, 2 deuxième place et 1 troisième place.
- 4 podiums par équipes mixte : 1 victoire, 2 deuxièmes places et 1 troisième place.

#### Victoires individuelles
| Année     | Lieu |
| 2014-2015 | Oberstdorf (Allemagne), Wisła (Pologne), Lahti (Finlande) |
| 2015-2016 | Zakopane (Pologne) |
| 2016-2017 | Oberstdorf au Schattenberg (Allemagne), Oberstdorf au Tremplin Heini Klopfer (x2), Pyeongchang (Corée du Sud), Oslo (Norvège), Trondheim (Norvège), Planica (Slovénie) (x2)                                                                                                |
| 2018-2019 | Zakopane (Pologne), Sapporo (Japon) (x2), Lillehammer (Norvège) |
| 2019-2020 | Nijni Taguil (Russie), Sapporo (Japon), Bad Mitterndorf (Autriche), Râșnov (Roumanie), Lahti (Finlande) |
| 2021-2022 | Klingenthal (Allemagne), Lahti (Finlande), Lillehammer (Norvège), Oberstdorf au Tremplin Heini Klopfer (Allemagne) |
| 2022-2023 | Ruka (Finlande), Sapporo (Japon), Oslo (Norvège), Vikersund (Norvège), Planica (Slovénie) |
| 2023-2024 | Ruka (Finlande) (x2), Lillehammer (Norvège) (x2), Engelberg (Suisse), Bischofshofen (Autriche), Zakopane (Pologne), Lake Placid (États-Unis), Sapporo (Japon), Oberstdorf au Tremplin Heini Klopfer (Allemagne), Oslo (Norvège), Trondheim (Norvège) , Vikersund (Norvège) |
| 2024-2025 | Oberstdorf (Allemagne), Innsbruck (Autriche) |

#### Classements en Coupe du monde
| Année     | Classement général final |
| 2012-2013 | 31e                      |
| 2013-2014 | 10e                      |
| 2014-2015 | 3e                       |
| 2015-2016 | 6e                       |
| 2016-2017 | 1er                      |
| 2017-2018 | 4e                       |
| 2018-2019 | 2e                       |
| 2019-2020 | 1er                      |
| 2020-2021 | 17e                      |
| 2021-2022 | 5e                       |
| 2022-2023 | 2e                       |
| 2023-2024 | 1er                      |
| 2024-2025 | 3e                       |

### Championnats du monde junior
| Épreuve / Édition | Otepää 2011 | Erzurum 2012 | Liberec 2013 |
| Individuel        | Argent      | 7e           | Bronze       |
| Par équipes       | Or          | Bronze       | 4e           |

### Grand Prix
- 4e du classement général en 2016.
- 4 podiums individuels, dont 1 victoire.

### Coupe continentale
- 15 podiums individuels, dont 7 victoires.